# Itinéraire complémentaire 28 (Portugal)
L'IC28 est une voie rapide portugaise sans profil autoroutier reliant l' à proximité de Ponte de Lima à la  N 101  à proximité de Ponte da Barca.
Cette voie rapide est le prolongement de l' (autoroute reliant Viana do Castelo à Ponte de Lima). Sa longueur est de 14 km.
À long terme, l'IC28 sera prolongée jusqu'à Lindoso et la frontière espagnole.
Voir le tracé de l'IC28 sur GoogleMaps

## État des tronçons
| Tronçon                                                  | État (2011)          | km   |
| -------------------------------------------------------- | -------------------- | ---- |
| Ponte de Lima ( / ) - Ponte da Barca ( N 101 )           | En service (10/2003) | 14,2 |
| Ponte da Barca ( N 101 ) - Lindoso (frontière espagnole) | En projet            | 31   |

## Capacité
| Section                                        | Capacité | Longueur |
| ---------------------------------------------- | -------- | -------- |
| Ponte de Lima ( / ) - Ponte da Barca ( N 101 ) |          | 14 km    |

## Itinéraire
| Sorties | Villes                                                         |
| ------- | -------------------------------------------------------------- |
| 05      | Ponte de Lima - Viana do Castelo Valença Ponte de Lima - Braga |
| 06      | Refoios do Lima                                                |
| 07      | Zone industrielle de Arcos de Valdevez Cendufe                 |
| 08      | Arcos de Valdevez Ponte da Barca                               |
| 09      | Arcos de Valdevez-Nord N 101 Ponte da Barca N 101              |